# Mid Devon

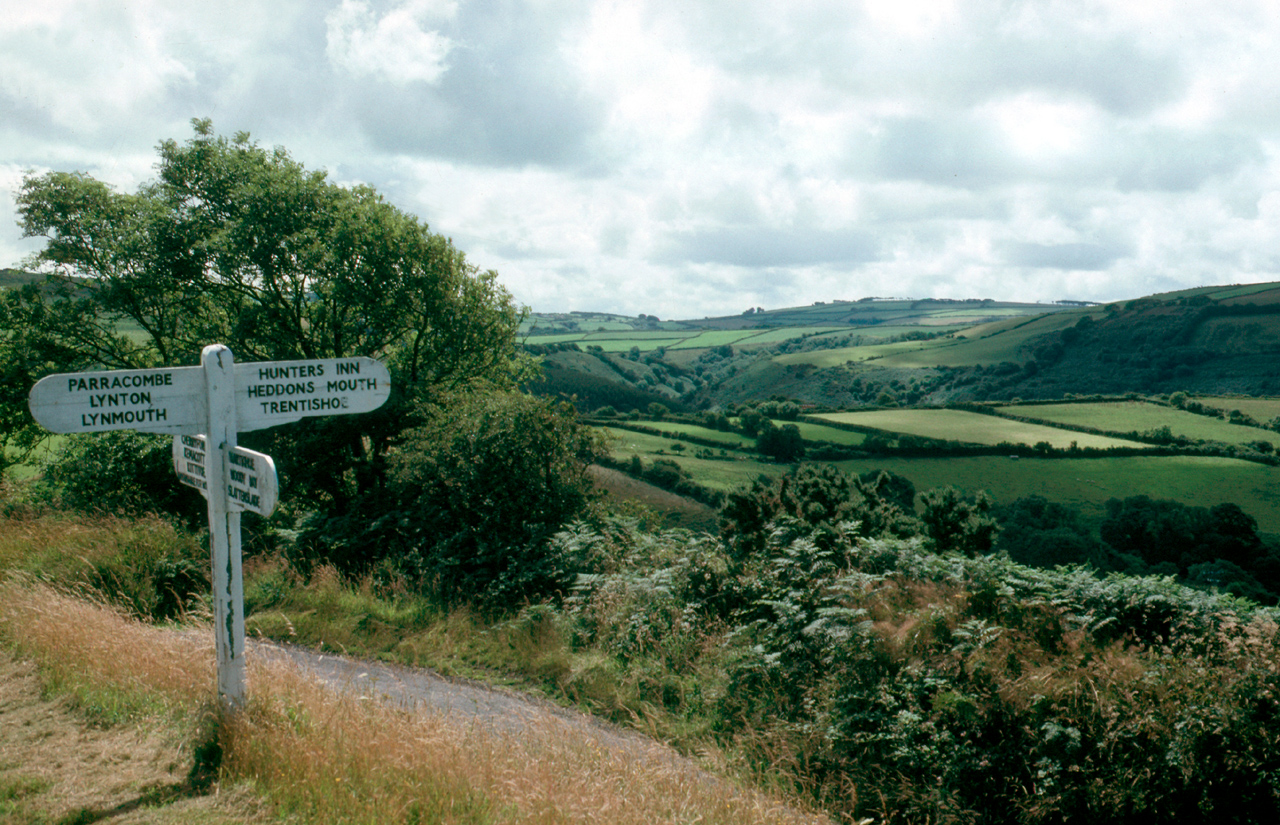
Krajobraz Exmoor

Mid Devon – dystrykt w Anglii, w hrabstwie Devon. Powstał w wyniku reformy administracyjnej w roku 1974 przez połączenie gmin Tiverton i Crediton. Do roku 1978 nosił nazwę dystryktu Tiverton. Dystrykt o powierzchni 194 km² zamieszkuje 125 522 osób. Dystrykt znajduje się częściowo na terenie parku narodowego Exmoor. Centrum administracyjnym dystryktu jest Tiverton.

## Miasta
- Bampton
- Bradninch
- Crediton
- Cullompton
- Tiverton

## Inne miejscowości
Appledore, Bickleigh, Black Dog, Bow, Brushford, Burlescombe, Butterleigh, Cadbury, Cadeleigh, Chawleigh, Cheriton Bishop, Cheriton Fitzpaine, Clannaborough, Clayhanger, Clayhidon, Coldridge, Colebrooke, Copplestone, Crediton Hamlets, Cruwys Morchard, Culmstock, Down St Mary, Eggesford, Halberton, Hemyock, Hittisleigh, Hockworthy, Holcombe Rogus, Huntsham, Kennerleigh, Kentisbeare, Lapford, Loxbeare, Morchard Bishop, Morebath, Newton St Cyres, Nymet Rowland, Oakford, Poughill, Puddington, Sampford Peverell, Sandford, Shillingford, Shobrooke, Silverton, Stockleigh English, Stockleigh Pomeroy, Stoodleigh, Templeton, Thelbridge, Thorverton, Uffculme, Uplowman, Upton Hellions, Washfield, Washford Pyne, Wembworthy, Willand, Woolfardisworthy, Yeoford, Zeal Monachorum.